# Stephan Brandner

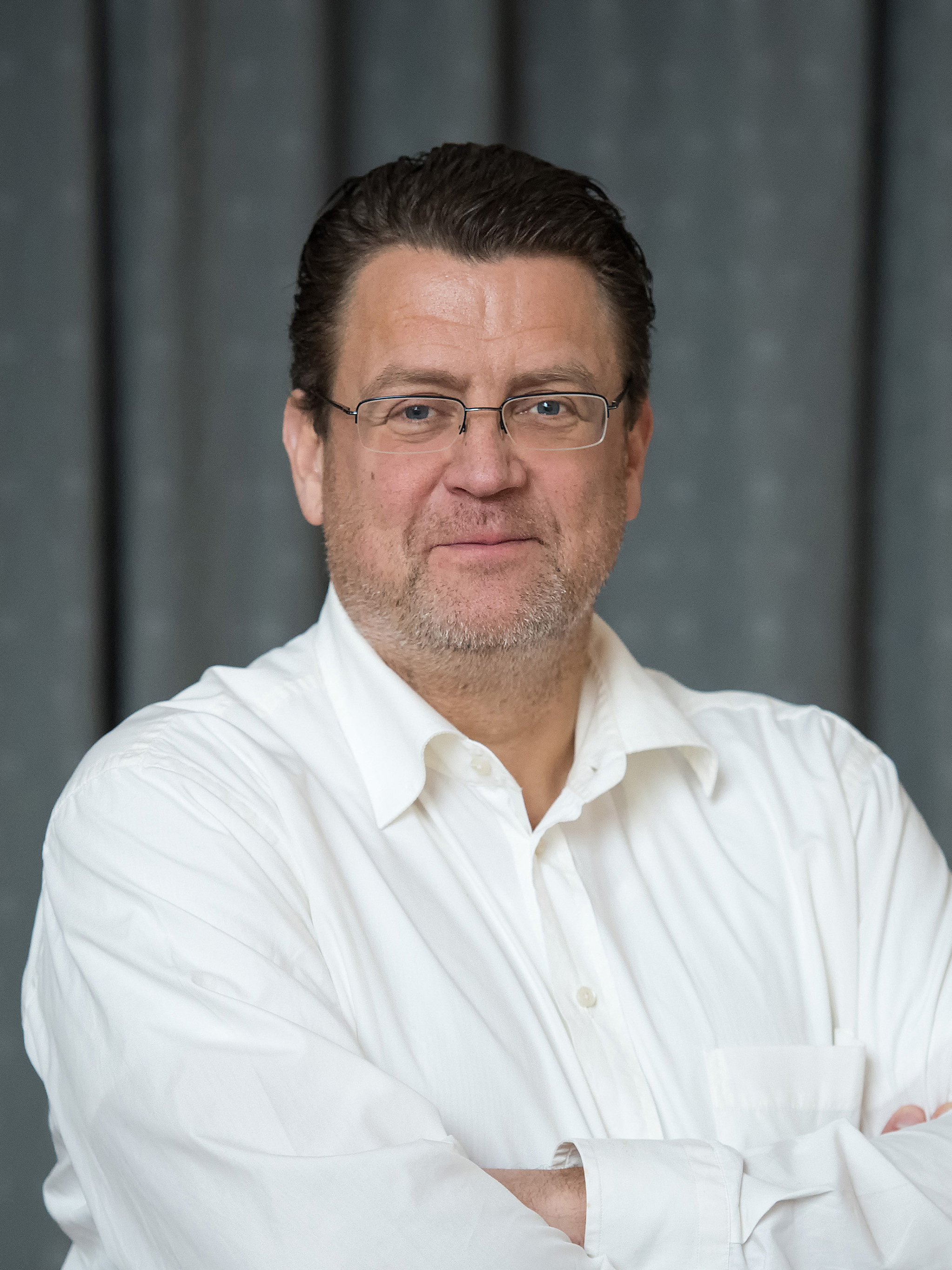
Stephan Brandner (2017)

Stephan Günther Brandner (* 29. Mai 1966 in Herten) ist ein rechtsextremer deutscher Politiker (AfD) und seit Dezember 2019 einer von drei stellvertretenden Bundessprechern der Partei. Er ist seit 2017 Mitglied des Deutschen Bundestages und war vom 31. Januar 2018 bis zu seiner Abwahl am 13. November 2019, die wegen vorangegangener Beschimpfungen und antisemitischer Ausfälle erfolgte, Vorsitzender des Rechtsausschusses des Bundestages. Stephan Brandner war zudem Spitzenkandidat der rechtsextremen AfD Thüringen zur Bundestagswahl 2017 sowie Direktkandidat auf Listenplatz 1 bei der darauffolgenden Wahl 2021. Zuvor hatte er von 2014 bis 2017 dem Thüringer Landtag angehört. Er wird dem völkisch-nationalistischen Flügel der AfD zugeordnet.
Im Oktober 2024 hob der Deutsche Bundestag für ein Strafverfahren Brandners Immunität auf.

## Leben
Stephan Brandner legte 1987 das Abitur am Städtischen Gymnasium Herten ab, absolvierte anschließend bis 1990 eine Ausbildung zum Industriekaufmann in Castrop-Rauxel bei der Klöckner-Becorit GmbH und war dort kurze Zeit als Angestellter tätig. Danach studierte er bis 1994 Rechtswissenschaft an der Universität Regensburg. 1990 hielt er sich in Südafrika auf und 1994 in Südamerika. Von 1994 bis 1996 absolvierte er sein Referendariat in Memmingen, Kempten und München. Seit 1997 ist er als Rechtsanwalt tätig, zunächst in München, danach in Gera.
Brandner ist langjähriges Mitglied im Verein Deutsche Sprache. Er engagierte sich vor 1990 für die Internationale Gesellschaft für Menschenrechte. Er war knapp 30 Jahre lang Mitglied und Alter Herr der katholischen Studentenverbindung KStV Agilolfia Regensburg im Kartellverband katholischer deutscher Studentenvereine und wurde im Januar 2020 von dieser ausgeschlossen. Nach Angaben der Agilolfia handelt es sich um den ersten Ausschluss eines Mitgliedes in der Geschichte der Korporation. Brandner war römisch-katholisch, bis er 2023 aus der Kirche austrat. Von 2003 bis 2015 war er Mitglied im Vorstand der Rechtsanwaltskammer Thüringen.
Brandner ist verheiratet und mehrfacher Vater. Er lebt in Gera.

## Politik
Als Jugendlicher wurde Brandner Mitglied der Jungen Union (JU), später dann der Christlich Demokratischen Union Deutschlands (CDU). Während seines Studiums und der weiteren Ausbildung in Bayern (Regensburg, Memmingen, München) war er Mitglied der Christlich-Sozialen Union (CSU), nach dem Umzug nach Thüringen 1997 wieder der CDU. Später trat er aus der CDU aus. Brandner ist seit November 2013 Mitglied der Alternative für Deutschland, die im April desselben Jahres gegründet wurde. Seitdem ist er zusammen mit Michael Kaufmann Vorsitzender des AfD-Kreisverbandes Gera–Jena–Saale-Holzland-Kreis. Bei den Kommunalwahlen in Thüringen 2014 kandidierte er auf der Liste der Bürgerschaft Gera für ein Mandat im Geraer Stadtrat.
Bei der Landtagswahl in Thüringen 2014 zog Brandner über die Landesliste der AfD Thüringen in den Thüringer Landtag ein. Dort wurde er Vorsitzender des Ausschusses für Migration, Justiz und Verbraucherschutz und stellvertretender Vorsitzender der AfD-Fraktion.
Nachdem Brandner bei einer ersten Wahl im Frühjahr 2015 die notwendige Zweidrittelmehrheit verfehlt hatte, wurde er schließlich am 4. November 2015 vom Landtag in den Thüringer Richterwahlausschuss gewählt. Da alle Fraktionen im Ausschuss vertreten sein müssen, war der Ausschuss erst nach seiner Wahl arbeitsfähig.
Im Februar 2017 wurde Brandner auf dem Parteitag der AfD Thüringen auf den ersten Platz ihrer Landesliste für die Bundestagswahl 2017 mit 201 von 220 abgegebenen Delegiertenstimmen gewählt. Der Landesvorsitzende Björn Höcke hatte im Vorfeld auf die Kandidatur verzichtet und Brandner zur Wahl empfohlen. Die AfD wurde in Thüringen zweitstärkste Kraft, so dass Brandner als einer von fünf Kandidaten über die Landesliste seiner Partei in den Bundestag einzog. Mandatsnachfolger im Thüringer Landtag wurde Klaus Rietschel.
Bei den Kommunalwahlen in Thüringen 2019 zog Brandner in den Stadtrat von Gera ein.

### Arbeit als Bundestagsabgeordneter

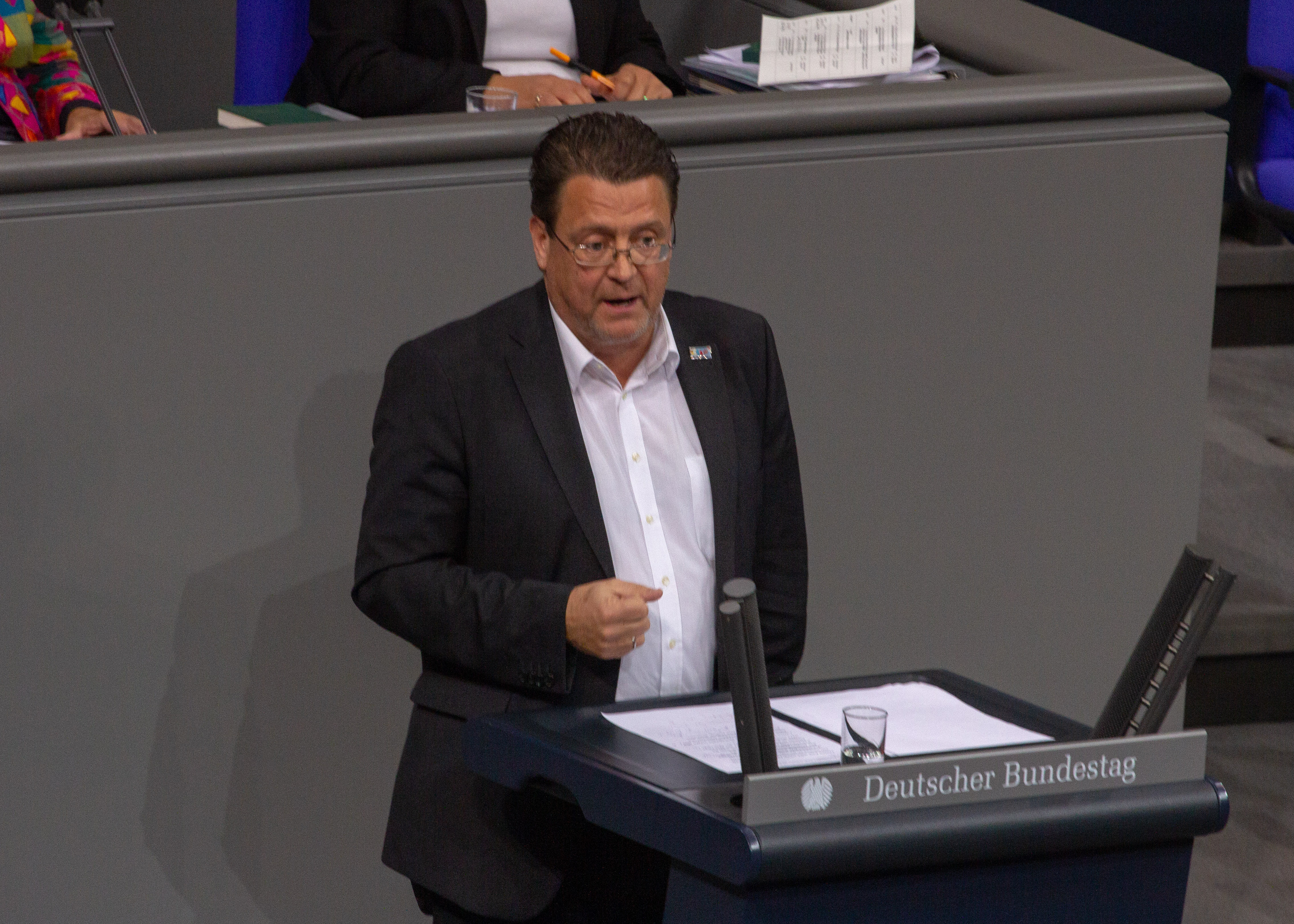
Stephan Brandner im Bundestag (2019)

Am 31. Januar 2018 wurde Brandner zum Vorsitzenden des Rechtsausschusses des Deutschen Bundestags gewählt. Die Wahl war erforderlich geworden, weil mehrere Ausschussmitglieder Widerspruch gegen Brandner eingelegt hatten. Im Normalfall werden die Nominierten ohne Wahl zum Vorsitzenden bestimmt. Brandner ist darüber hinaus im Bundestag ordentliches Mitglied im Vermittlungsausschuss, im Ältestenrat und im Ausschuss für Recht und Verbraucherschutz. Zudem ist er als stellvertretendes Mitglied im Wahlausschuss sowie im Ausschuss für Wahlprüfung, Immunität und Geschäftsordnung vertreten. Außerdem ist er Justiziar seiner Fraktion und Thüringer Landesgruppensprecher.
In einem Interview knapp ein Jahr nach Zusammentreten des 19. Deutschen Bundestags hob Brandner als die wichtigsten Gesetzesinitiativen hervor, an denen er maßgeblich beteiligt war: „Wir wollen die Dieselfahrer schützen, den ‚Soli‘ abschaffen, Steuern senken, das Netzwerkdurchsetzungsgesetz abschaffen, Deutsch als Landessprache festschreiben, die Altersfeststellung von angeblich minderjährigen Flüchtlingen ausweiten und Messerstraftaten verhindern.“ Aus der Opposition konnte die AfD keinen dieser Inhalte durchsetzen.
Neben der Forderung zu Deutsch als Landessprache verfasste Brandner einen weiteren Antrag auf Änderung des Grundgesetzes. Art. 4 Abs. 2 („Die ungestörte Religionsausübung wird gewährleistet“) solle in die Verwirkungsregel nach Art. 18 aufgenommen werden. Konkret hatte Brandner dabei muslimische Hassprediger im Blick. Der Rechtswissenschaftler Helmut Aust verwies dagegen auf bereits jetzt gesetzlich mögliche Einschränkungen der Religionsfreiheit. Da es aus guten Gründen seit 1949 nur vier, allesamt erfolglose, Verfahren der Grundgesetzverwirkung vor dem Bundesverfassungsgericht gegeben habe, sei der Antrag „überflüssige Symbolpolitik“. Brandner sah jedoch die Möglichkeit, über die nachträgliche strafrechtliche Verfolgung von Aufrufen zu Gewalt hinaus könne zum Beispiel ein in die Zukunft reichendes Verbot zu predigen gegen einzelne Personen verhängt werden.
Auf Ablehnung im Bundestag stieß der Antrag, die im Juni 2017 eingeführte gleichgeschlechtliche Ehe wieder abzuschaffen. Diese verstoße gegen GG Art. 6, den Schutz von Ehe und Familie. In ihrer Gegenrede betonte die SPD-Abgeordnete Barbara Hendricks die Veränderung des Ehebegriffs und die zur Zeit der Verabschiedung des Grundgesetzes kaum vorstellbare Akzeptanz von Homosexualität.
Am 8. Mai 2021 wurde Brandner von der thüringischen AfD erneut auf Listenplatz 1 für die Bundestagswahl 2021 gewählt. Die Abstimmung gewann er mit 74,65 % gegen den Bundestagsabgeordneten Robby Schlund. Bei der Bundestagswahl 2021 gewann Brandner mit 29,0 % der Erststimmen das Direktmandat im Bundestagswahlkreis Gera – Greiz – Altenburger Land.

### Rolle innerhalb der Partei
Brandner gilt als Vertrauter des Thüringer AfD-Landesvorsitzenden und einflussreichsten Protagonisten des völkischen Flügels der Partei, Björn Höcke. Weil Höcke nicht für ein Bundestagsmandat kandidierte, schrieb die Neue Osnabrücker Zeitung, Brandner „könnte somit eine Art Berliner Vertreter für Höcke und den völkisch-nationalen Flügel werden“. „Im Gegensatz zu Höckes missionarischer Sprödigkeit“, so der Journalist und Autor Martin Debes, präsentiere sich Brandner, „je nach Anlass, als Krawallmacher, Karnevalist oder Kumpel“.
Mit dieser extremen politischen Positionierung wurde Brandner am 30. November 2019 durch den AfD-Bundesparteitag in Braunschweig zu einem von drei stellvertretenden Bundessprechern seiner Partei gewählt. Er setzte sich gegen die als moderater geltenden Kandidaten Uwe Junge und Albrecht Glaser durch.

## Kontroversen
Während Landtagsreden und Kundgebungen fiel Brandner mehrmals durch Beschimpfungen politischer Gegner auf. Brandner erhielt in den drei Jahren seiner Landtagszugehörigkeit 32 Ordnungsrufe, die er auf seiner persönlichen Website akribisch auflistete. In der vorhergehenden Legislaturperiode waren im Thüringer Landtag innerhalb von vier Jahren gegen sämtliche 88 Abgeordneten zusammen 42 Ordnungsrufe ausgesprochen worden. Am 19. Mai 2016 wurde Brandner nach mehreren verbalen Angriffen gegen die Parteien Bündnis 90/Die Grünen („Klimaschutz, Kinderschänder und Koksnasen“) und CDU von einer Landtagssitzung ausgeschlossen, am 1. Juni 2017 erfolgte ein erneuter Saalverweis. In seiner Abschiedsrede aus dem Landtag sprach er von sich selbst als dem „Pöbler aus dem Landtag“.
Bei einem Auftritt in Jena am 12. September 2017 bezeichnete er anwesende Gegendemonstranten als „Ergebnis von Sodomie und Inzucht“ und verglich sie außerdem mit der SA. Bundesjustizminister Heiko Maas nannte er ein „Ergebnis politischer Inzucht im Saarland“ und dessen Partnerin Natalia Wörner eine „Staatsfunk- und GEZ-Tussi“. Beim selben Auftritt wollte er außerdem Angela Merkel, die er als „Fuchtel“ beschimpfte, für mindestens 35 Jahre „in den Knast schicken“. In derselben Rede fragte er, ob es bei den Grünen überhaupt jemanden mit einem Schulabschluss oder Hochschulabschluss gebe, und behauptete, auf der Straße würde „der eine oder andere“ – nach den Grünen befragt – an „Koksnasen“ und „Kinderschänder“ denken. Brandner fügte zwar hinzu, dass er selbst sich das nicht zu eigen mache, was aus Sicht des Journalisten Michael Kraske jedoch „wie ein billiger Trick“ wirkte, um „diese ungeheuerliche Diffamierung“ doch aussprechen zu können. Gegenüber der Abgeordneten Madeleine Henfling im Landtag äußerte Brandner: „Wenn ich Sie sehe, ziehe ich mir die Hose das nächste Mal runter.“ Bei einem Wahlkampfauftritt in Erfurt sagte er über Merkel: „Anklagen. Einknasten. So.“ In einer Rede am 20. September 2017 in Erfurt sagte Brandner zum Familiennachzug für Flüchtlinge, Bundesinnenminister Thomas de Maizière gehe in seiner Schätzung einer geringen Zahl zu erwartender Anträge wohl „von der berüchtigten syrischen Kleinfamilie“ aus: „Vater, Mutter und zwei Ziegen“. Im November 2018 warf Brandner in einer Rede im Bundestag der Bundesjustizministerin Katarina Barley vor, sie habe sich mit einem „zwielichtigen, dubiosen, internationalistischen Strippenzieher“ getroffen, womit Brandner den Unternehmer und Philanthropen George Soros bezeichnete, dem von rechter Seite in verschwörungstheoretischer Weise unterstellt wird, er lenke Flüchtlingsströme nach Europa und wolle eine „neue Weltordnung“ aufbauen. Ende Oktober 2019 postete Brandner auf Twitter ein Foto eines Adventskalenders der Firma Kinder, der den Schriftzug „Geschenke-Lager“ trug, und schrieb dazu: „Ganz früher hieß das mal #Adventskalender, oder?“ Von anderen Nutzern wurde nachgewiesen, dass Brandner nur die Kartonrückseite fotografiert und verbreitet hatte und das Produkt auf der Vorderseite durchaus die Aufschrift „Adventskalender“ trug. Kurz darauf stellte Brandner seinen Tweet als (gewonnene) Wette sowie als Test dar und äußerte sich abfällig über „Gutmenschentum“, „Antifa“ und „KrampfgegenRechts|ler“.
Ende April 2020 forderte Brandner, den öffentlich-rechtlichen Rundfunk „zur Ausstrahlung von Parteiinformationen [zu] verpflichten“. Brandners Begründung war das Verbot von Großveranstaltungen bis 31. August 2020, das laut Brandner nicht wegen des Coronavirus erfolgt sei, sondern um die „AfD mundtot [zu] machen“. In den Rundfunkanstalten käme die Partei, so Brandner, kaum noch zu Wort. Der Privatsender Tele 5 sendete daraufhin einen fiktiven AfD-Werbespot. In dem Video, das „über die AfD als Partei […] informieren“ sollte, wurden rassistische Zitate von AfD-Vertretern wiedergegeben. Senderchef Kai Blasberg kündigte zudem an, bei 999 Retweets 9999 Euro an die Flüchtlingsorganisation Pro Asyl zu spenden. Innerhalb kurzer Zeit erreichte das Video mehr als 1200 Retweets auf Twitter, woraufhin die Spende auf 10.000 Euro aufgerundet wurde. Im Mai 2020 sagte Brandner auf einer AfD-Veranstaltung, die Corona-Beschränkungen würden unter anderem gegen das Recht auf freie Entfaltung und das Demonstrationsrecht verstoßen. Die Runde der Ministerpräsidenten und der Kanzlerin zur Koordination des Vorgehens von Bund und Ländern in der Corona-Krise bezeichnete er als „Seuchen-Politbüro“. Brandner verglich die Bundesregierung indirekt mit Geiselnehmern, indem er die zustimmenden Reaktionen der Menschen auf die Corona-Maßnahmen und die steigenden Umfragewerte für Kanzlerin Angela Merkel mit dem Stockholm-Syndrom in Beziehung brachte. Für die Lockerung und Rückgängigmachung der Einschränkungen würden sich die Deutschen noch bedanken, so Brandner, obwohl es dafür keinen Grund gebe, da das eine Selbstverständlichkeit sei. 2021 sprach Brandner im Zusammenhang mit der COVID-19-Impfkampagne in Deutschland von „Impfhysterie“ und zweifelte die Wirksamkeit der Impfstoffe an.
Nach dem Messerangriff eines Mannes aus Somalia in Würzburg im Juni 2021 behauptete Brandner in einem Video auf YouTube wahrheitswidrig, es gebe keine Solidarität mit den Opfern in Form von Lichterketten. Tatsächlich gab es am Tag dieser Videoaufzeichnung eine Lichterkette in Würzburg, über deren Vorbereitung die Medien im Vorfeld auch berichtet hatten. Bereits Tage zuvor hatten an einer Gedenkfeier Spitzenpolitiker, muslimische Verbände und Kirchenvertreter teilgenommen. Des Weiteren stellte er die Behauptung auf, Bundeskanzlerin Merkel habe sich zu diesem Anschlag nicht geäußert. Vier Tage zuvor hatte Merkel jedoch über ihren Regierungssprecher die Morde verurteilt und den Opfern, Angehörigen und Augenzeugen ihre Anteilnahme ausgesprochen. Darauf angesprochen sagte Brandner, er bleibe bei seiner Aussage, da Merkel sich nur über ihren Sprecher erklärt habe.
2021 schürte Brandner Zweifel an der Sicherheit der Briefwahl zur Bundestagswahl 2021. Im Parlament behauptete er: „Weil aus Ihrer Sicht Wahlen gesundheitsschädigend sind, doktern Sie auch seit einiger Zeit an dunklen Ideen und Plänen zur Briefwahl herum, um damit weitere Wahlgrundsätze wie die Geheimheit der Wahl, die Öffentlichkeit der Wahl, abzuschaffen und Wahlergebnisse in Ihrem Sinne beeinflussen zu können.“ Der Bundeswahlleiter Georg Thiel sagte hingegen, die Briefwahl sei so sicher wie die Urnenwahl, und die internationale Wahlbeobachterin Tana de Zulueta hält den deutschen Prozess für einen der transparentesten, den sie je gesehen habe.
Im Dezember 2021 wies das Landgericht Gera eine Dienstaufsichtsbeschwerde Brandners gegen den Geraer Amtsrichter und Stadtrat Eugen Weber ab. Weber hatte in seiner Funktion als Stadtrat der Grünen in einer Stadtratssitzung Brandner als „einen der niveaulosesten Hetzer der AfD von nationalem Rang“ bezeichnet, womit er nach Brandners Ansicht gegen das für Beamte geltende Mäßigungsgebot verstoßen hat. Das Geraer Landgericht stufte Webers Aussage jedoch als freie Meinungsäußerung ein, denn auch ein verbeamteter Richter könne sich außerhalb seiner Amtstätigkeit auf das Recht auf freie Meinungsäußerung berufen.
Ende Juni 2023 gab Brandner während des Landratswahlkampfs im thüringischen Sonneberg an einem Wahlkampfstand dem Rechtsextremisten und Holocaustleugner Nikolai Nerling ein Interview über Koalitionsoptionen der AfD und die „Liebe zu Deutschland und dem deutschen Volk“. Nach der Möglichkeit einer Koalition mit den rechtsextremen „Freien Sachsen“ gefragt, antwortete Brandner, die AfD rede grundsätzlich mit jedem, denn jeder Demokrat solle sich fragen, wie man Mehrheiten bilden könne. Einige Tage später sagte Brandner, er hätte den Interviewwunsch abgelehnt, hätte er Nerling gekannt. Er kenne, so Brandner, leider nicht sämtliche „fragwürdige Gestalten, Kriminelle und Idioten, die mit Mikrofon und Kamera durch Deutschland laufen“.

### Gespräch in der Gedenkstätte Buchenwald
Ein Gespräch am 8. August 2018 in der Gedenkstätte Buchenwald unter anderem mit Volkhard Knigge, dem Direktor der Stiftung Gedenkstätten Buchenwald und Mittelbau-Dora, brachte keinerlei Annäherung in der Beurteilung von Geschichtsrevisionismus innerhalb der AfD. Knigge hatte vorher unter anderem als Beispiele genannt:
- Die Kritik Björn Höckes an einem „Schuldkult“, für die er in weiten Kreisen seines Parteiflügels Zustimmung erhalten habe.
- Äußerungen des AfD-Vorsitzenden Alexander Gauland 2018, „Hitler und die Nazis“ seien „nur ein Vogelschiss in über 1000 Jahren erfolgreicher deutscher Geschichte“, sowie zu seinem Stolz „auf die Leistungen deutscher Soldaten in zwei Weltkriegen“.
- Die Aktivität von Mitarbeitern der Thüringer AfD-Landtagsfraktion in „rechtsextremen Burschenschaften“ und die „enge […] Zusammenarbeit von Abgeordneten und Kandidaten der Thüringer AfD mit Neonazis“.[54][55]

Brandner teilte mit, er sei von dem Gespräch enttäuscht. Er habe keine Antworten auf seine Fragen erhalten, „wie die Stiftung arbeitet, die ja Steuermittel bekommt“, warum sie gegen die AfD „agitiere“ oder warum politische Gegner wie Vertreter der Amadeu-Antonio-Stiftung oder Benjamin-Immanuel Hoff, der Chef der Thüringer Staatskanzlei, in Buchenwald Vorträge halten könnten, die AfD aber nicht. Er wolle nicht Herrn Gauland und Herrn Höcke interpretieren. Nach Einschätzung der Stiftung dagegen bekannte sich Brandner „klar und eindeutig“ zu Höckes Forderung, die Erinnerungskultur in Deutschland müsse „um 180 Grad gewendet“ werden. Außerdem habe er „völkische und antisemitische Äußerungen als kurzzeitige Entgleisungen weniger Einzelner bagatellisiert“. Aus diesem Grund „konnte es zu keinem inhaltlichen Sachgespräch zur Arbeit der Stiftung kommen.“
Unmittelbar vor dem Besuch hatte Brandner erklärt: „Gerade Buchenwald ist eine Mahnung an alle, dass jede Diktatur, sei sie politisch rot oder braun ideologisiert, Verbrechen und Verbrecher hervorbringt.“ Knigge sah darin im Gespräch eine Relativierung. Stattdessen sei es wichtig, sich um historische „Genauigkeit und Tiefenschärfe zu bemühen“.

### Gespräche mit Verfassungsschutzpräsidenten
Mitte August 2018 wurde ein Gespräch Brandners mit Hans-Georg Maaßen, dem Chef des Bundesamtes für Verfassungsschutz, öffentlich diskutiert, das zwei Monate vorher stattgefunden hatte. Hintergrund waren Vorwürfe, Maaßen habe 2015 der damaligen AfD-Vorsitzenden Frauke Petry Ratschläge gegeben, wie die AfD eine Beobachtung durch den Verfassungsschutz vermeiden könne. Eine solche Politikberatung sei nicht zulässig. Brandner erklärte jedoch, bei seinem Gespräch mit Maaßen sei es um die Arbeit des Bundestags-Rechtsausschusses und den aktuellen Verfassungsschutzbericht gegangen. Mit Brandners Vorgängerin Renate Künast hatte Maaßen kein Gespräch geführt. Sie merkte kritisch an, dass die Verantwortung für das Bundesamt für Verfassungsschutz beim Innenministerium liege, damit auch beim Innen- und nicht beim Rechtsausschuss.
Von einem Gespräch mit dem Thüringer Verfassungsschutzpräsidenten Stephan J. Kramer berichtete Brandner dagegen, dieser habe ihm „Tipps“ zur Zusammenarbeit mit externen Gruppierungen gegeben. Insbesondere solle man keine Kontakte zur Identitären Bewegung pflegen. Kramer stellte dagegen klar, er habe nur seine öffentliche Aufklärung wiederholt. „Auch eine Partei, die Gefahr läuft, extremistisch unterwandert zu werden, hat einen Anspruch darauf, dass wir ihr sagen, wo etwas in die falsche Richtung läuft. Wir machen keine strategische Beratung. Wir teilen selbstverständlich auch nicht mit, welche Maßnahmen wir gegebenenfalls ergreifen.“

### Umstrittene Tweets
Im Oktober 2019 forderten der Deutsche Anwaltverein (DAV) sowie der Deutsche Juristinnenbund (djb) Brandners Rücktritt als Vorsitzender des Rechtsausschusses im Bundestag, nachdem es bereits im Januar 2019 zu einem Eklat beim Neujahrsempfang des DAV gekommen war. Hintergrund waren Tweets Brandners im Zusammenhang mit dem Anschlag auf eine Synagoge in Halle im Oktober 2019, in denen er den Publizisten und ehemaligen Vizepräsidenten des Zentralrats der Juden in Deutschland Michel Friedman als „deutschen Michel“ bezeichnet hatte („Jede Sendeminute dieses deutschen Michel treibt uns neue Anhänger in Scharen zu – weiter so!“), versehen mit den Hashtags #Paolo Pinkel, #Koksnase und #Zwangsfunk. Weiter hatte er eine Meldung geteilt, in der nach dem Anschlag zu lesen war, dass Politiker vor Synagogen „lungern“ würden, obwohl in Halle „eine Deutsche, die gerne Volksmusik hörte“, und „ein Bio-Deutscher“ umgekommen seien.
Am 31. Oktober 2019 bezeichnete Brandner das Anfang des Monats an den Musiker Udo Lindenberg verliehene Bundesverdienstkreuz 1. Klasse in einem Tweet als „Judaslohn“. Dabei bezog er sich auf ein Posting von Lindenberg auf Facebook zum Wahlergebnis der AfD in Thüringen, in dem dieser erklärt hatte, man brauche keine „rückwärtsgewandten Rassisten, Hetzer und menschenfeindliche Brandstifter“. Politiker von SPD, Grüne, FDP und CSU stellten daraufhin Brandners Eignung als Rechtsausschussvorsitzender infrage. Im Namen der Fraktionen von Union, SPD, FDP, Linken und Grünen forderte der CDU-Abgeordnete Jan-Marco Luczak Brandner zum freiwilligen Rücktritt auf, da diesem „Anstand, Respekt und Würde“ für das Amt fehlten. Sollte er sich nicht zurückziehen, werde er bei der nächsten Ausschusssitzung abgewählt.
Brandner wurde am 29. Juli 2024 vom Landgericht Berlin II zu einem weiteren Ordnungsgeld von 30.000 Euro verurteilt, weil er die Spiegel-Journalistin Ann-Kathrin Müller erneut als „Faschistin“ bezeichnet hatte, obwohl ihm dies zuvor gerichtlich untersagt worden war. Insgesamt beläuft sich das gegen ihn verhängte Ordnungsgeld nun auf 50.000 Euro. Brandner hatte sie wiederholt diffamiert, woraufhin das Gericht wegen fehlender tatsächlicher Anknüpfungstatsachen einen Unterlassungsanspruch wegen Beleidigung bestätigte. Das Urteil ist noch nicht rechtskräftig.[veraltet]

### Abwahl als Vorsitzender des Rechtsausschusses

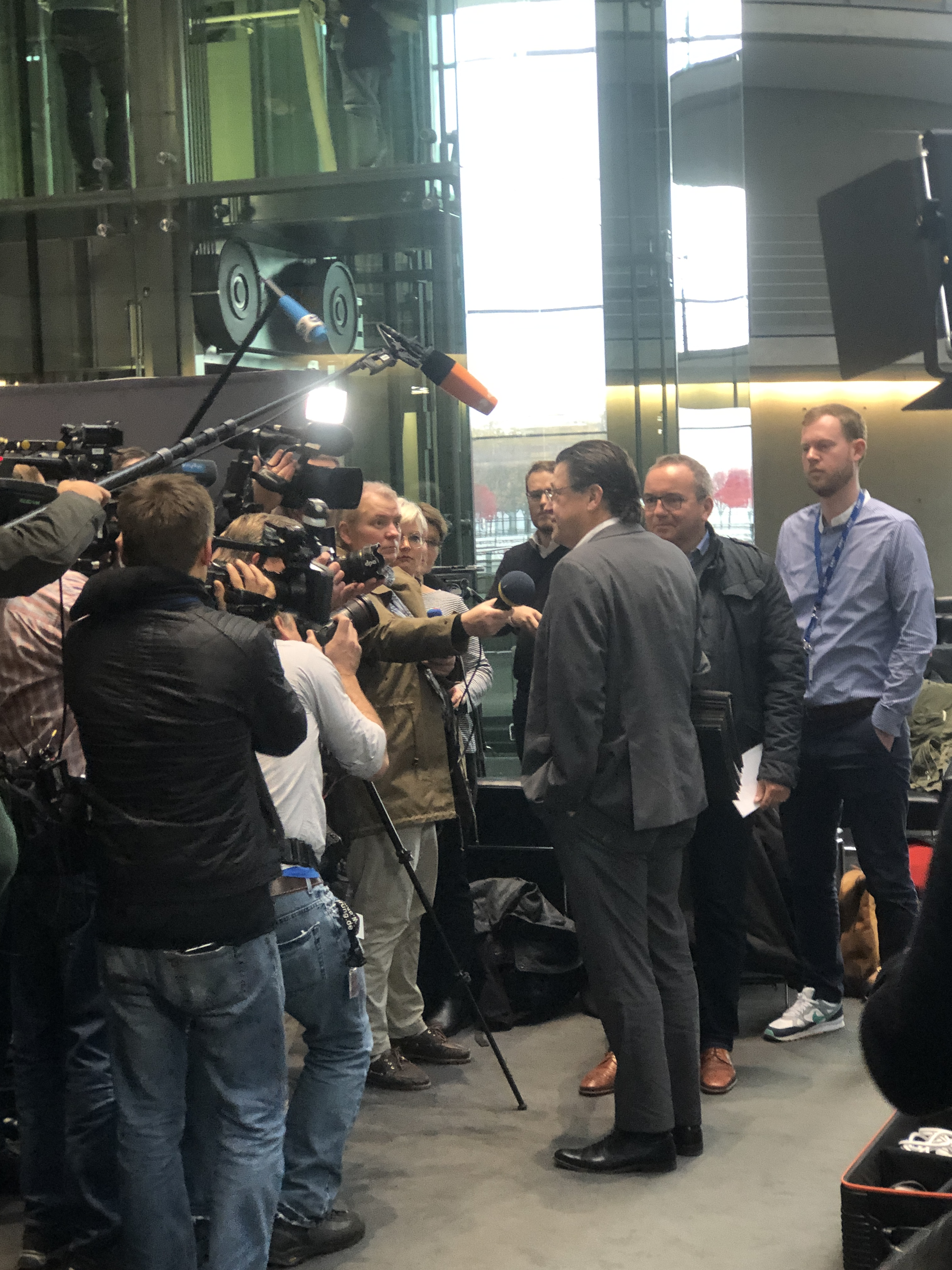
Brandner äußert sich auf einer Pressekonferenz vor dem Rechtsausschuss.

Brandner wurde in der Folge der erneuten von allen anderen Parteien im Bundestag als unhaltbar bewerteten Eskalationen am 13. November 2019 von den Mitgliedern des Rechtsausschusses als Vorsitzender abgewählt – ein bisher einmaliger Vorgang im Bundestag. Die SPD-Fraktionsvizevorsitzende Eva Högl erklärte dazu im November 2019: „Herr Brandner hat weder menschlich noch politisch die notwendige Eignung für den Vorsitz im Rechtsausschuss. Das hat er wiederholt unter Beweis gestellt.“ Diesen Standpunkt machten sich die Ausschussmitglieder aller anderen Parteien mit der Abwahl zu eigen. Die rechtliche Situation einer Abwahl wurde vom Geschäftsordnungsausschuss des Bundestages vorab geprüft. Der SPD-Rechtspolitiker Johannes Fechner sagte, abgesehen von den unsäglichen Tweets habe Brandner auch Desinteresse an rechtspolitischer Sacharbeit gezeigt. Nach den Worten von Ex-Bundestagspräsident Wolfgang Thierse ist von Seiten Brandners die parlamentarische Grundregel der Verpflichtung zur Mäßigung verletzt worden; wer sich antisemitisch äußere, so Thierse, wisse, was er tut, und müsse „es erst recht als Jurist und vor allem als Vorsitzender des Rechtsausschusses wissen“. Die AfD-Fraktion sah vorerst von einer Benennung eines neuen Vorsitzenden ab, die ihr nach den aktuellen Regeln des Bundestages zusteht. Die Sitzungen des Rechtsausschusses werden daher zunächst vom stellvertretenden Vorsitzenden Heribert Hirte (CDU) geleitet. Gegen die Kritik nach der Abwahl Brandners, u. a. von Alexander Gauland, der von einer „Zumutung für die Demokratie“ sprach, stellte Severin Weiland im Spiegel fest, dass „[v]erächtliche und kaltschnäuzige Äußerungen gegenüber politischen Konkurrenten […] die Grenze“ seien, die sich ein Parlament, das „etwas auf seine Würde“ halte, nicht bieten lassen könne. Brandner sei die „Zumutung für die Demokratie“ gewesen. Ein demokratisches Parlament müsse „vieles aushalten“, aber es müsse „sich nicht alles gefallen lassen“. Mit Entscheidung vom 18. September 2024 wies der zweite Senat des Bundesverfassungsgerichts einstimmig die von der AfD-Fraktion als Organstreitverfahren erhobene Klage – Az. 2 BvE 1/20 – gegen die Abwahl Brandners als unzulässig bzw. unbegründet ab.

### Maskenverweigerung in der Corona-Pandemie

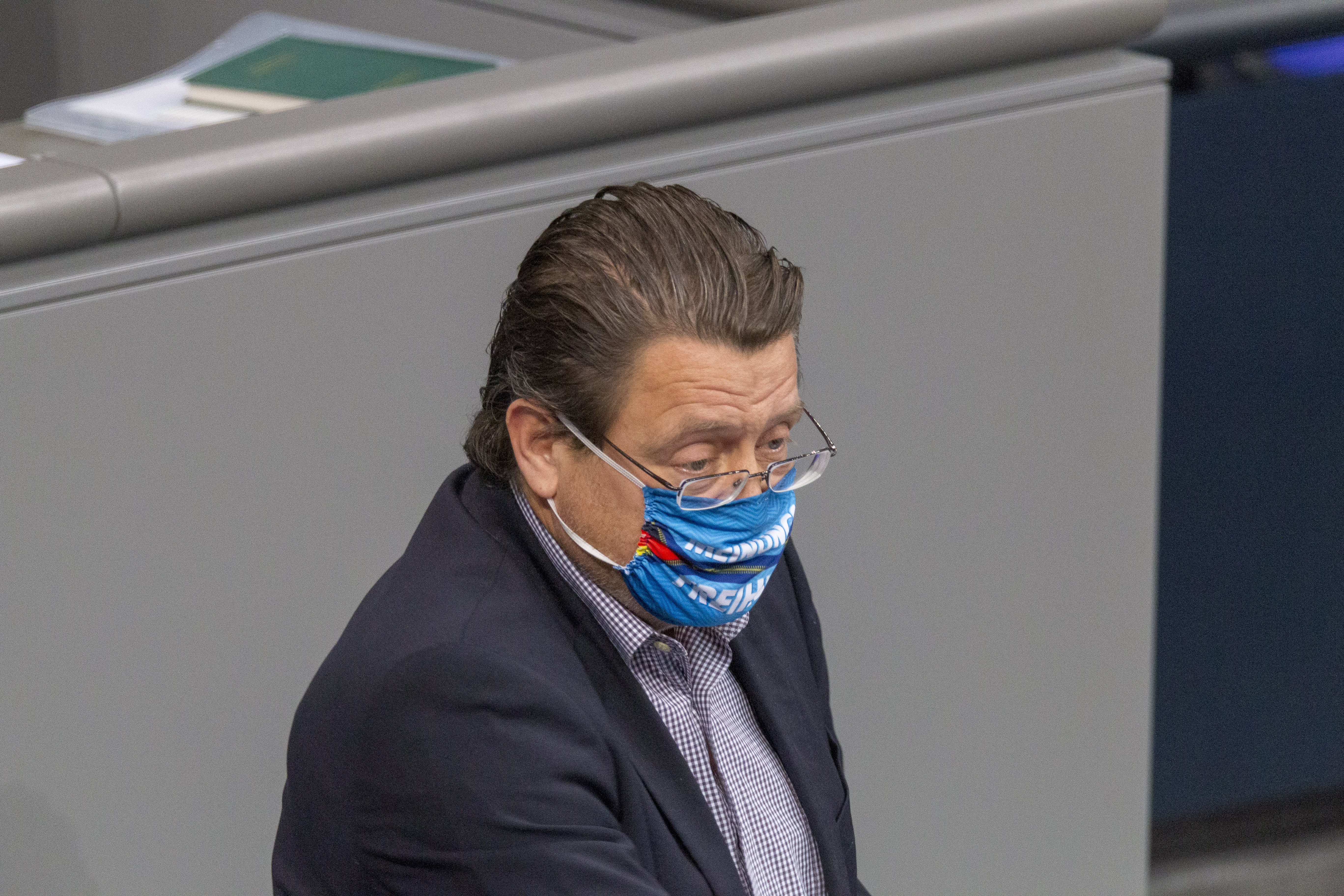
Stephan Brandner im Deutschen Bundestag (2020)

Am 12. August 2020 löste Brandner einen Einsatz der Bundespolizei aus, weil er sich im ICE Berlin–Rügen weigerte, eine Maske zu tragen, was gegen die zu der Zeit geltende Maskenpflicht verstieß. Laut eigener Aussage aß er gerade ein Gebäckstück, als ihn der Schaffner ansprach. Zum Schaffner habe er gesagt: „Esse gerade, geht nicht, danach überleg ich’s mir.“ Der Schaffner verständigte daraufhin die Polizei und Brandner soll sich auf der Toilette eingeschlossen haben. Der SPD-Politiker und Mediziner Karl Lauterbach kritisierte Brandner daraufhin auf Twitter als „selbstgerechte[n] Maskenverweigerer, der zeigt, wohin wir in der Coronakrise gekommen wären, wenn die AfD mitregiert hätte.“

### Ausschluss aus dem Gedenkstättenverein Gera
Ende November 2021 wurde Stefan Brandner aus dem Verein für die Gedenkstätte im früheren Untersuchungsgefängnis Amthordurchgang in Gera ausgeschlossen. Als Begründung wurde dabei auf die Vereinssatzung verwiesen. Danach kann der Ausschluss eines Mitglieds verfügt werden, „wenn es rassistische, antisemitische oder andere menschenverachtende Haltungen äußert oder Mitglied einer Partei ist, die diese Positionen vertritt“. Brandners Parteimitgliedschaft in der AfD rechtfertige deshalb den Ausschluss.

### Kritik an der Deutschen Bischofskonferenz
Bei ihrer Frühjahrsvollversammlung im Februar 2024 beschloss die römisch-katholische Deutsche Bischofskonferenz einstimmig eine Erklärung mit dem Titel „Völkischer Nationalismus und Christentum sind unvereinbar“. Sie erklärten, Rechtsextremismus sei eine Bedrohung extremistischer Art für Deutschland und Europa, und Rechtspopulismus sei „der schillernde Rand des Rechtsextremismus, von dem er ideologisch aufgeladen“ werde; beide förderten „stereotype Ressentiments“ etwa gegen Geflüchtete und Migranten, gegen Muslime und Juden. „Rechtsextreme Parteien und solche, die am Rande dieser Ideologie wuchern“, könnten für Christen kein Ort ihrer politischen Betätigung sein; sie seien für Christen auch nicht wählbar und mit einem haupt- oder ehrenamtlichen Dienst in der Kirche unvereinbar. Dabei wurde die AfD ausdrücklich und betont genannt.
Die AfD sprach in ihren Reaktionen von „durchschaubaren Wahlkampf- und Ablenkungsmanövern“. Brandner erklärte: „Die staatlich alimentierten Bischöfe sehen sich mit ihren eigenen widerlichen Skandalen konfrontiert und haben nun wirklich die Chuzpe, in die Polithetze gegen die einzige Opposition einzustimmen. Das ist an Dreistigkeit, Selbstverliebtheit und Durchschaubarkeit kaum zu überbieten.“ Die Kirchenfürsten sollten sich daran erinnern, wofür die katholische Kirche seit etwa zweitausend Jahren steht. „Und das war bestimmt nicht, auf ehrlichen, unbequemen Bürgern herumzutrampeln“. Gerhard Feige, der Bischof von Magdeburg, entgegnete, er finde den Vorwurf der „Polithetze“ „kurios“, wenn er von Menschen komme, „die seit Jahren gegen andere hetzen“; wenn die AfD meine, die Bischöfe belehren zu müssen, „was ‚wahrhaft christlich‘ ist, sollte sie sich vorher doch etwas intensiver mit dem Christentum und seinen Werten befassen“.

### Ermittlungsverfahren wegen Vorwurfs der Beleidigung einer Journalistin
Der 20. Deutsche Bundestag hob am 10. Oktober 2024 die Immunität Stephan Brandners auf. Grund dafür war eine Strafanzeige der Spiegel-Journalistin Ann-Katrin Müller gegen ihn. Brandner hatte die Journalistin auf der Plattform X mehrfach als „Faschistin“ beziehungsweise „Oberfaschistin“ und „Spiegel-Faschistin“ bezeichnet. Dagegen war die Redakteurin zuvor zivilrechtlich vor dem Landgericht Berlin II vorgegangen (siehe oben). Am 18. Oktober 2024 leitete die Staatsanwaltschaft Gera gegen Brandner ein Ermittlungsverfahren wegen der Vorwürfe der Beleidigung und Anstiftung zur Beleidigung ein.
Am 26. Juni 2025 hob auch der 21. Deutsche Bundestag Branders Immunität auf.